# صمد نیکخواه بهرامی
محمدصمد نیکخواه بهرامی (زادهٔ ۱ خرداد ۱۳۶۲ در تهران) بازیکن بسکتبال اهل ایران بازیکن مهرام تهران است. او برادر آیدین نیکخواه بهرامی است.

## حرفه

### باشگاهی
اولین باشگاه صمد نیکخواه ایران نرا بود و بعد از سال ۲۰۰۲ تا ۲۰۰۵ در صنام توپ زد و با این تیم به دو قهرمانی لیگ برتر ایران و یک قهرمانی بازی‌های غرب آسیا رسید. پتروشیمی مقصد بعدی او بود و بعد به مهرام پیوست و در دو فصل حضور خود یک قهرمانی لیگ برتر، یک قهرمانی باشگاه‌های آسیا و یک قهرمانی بازی‌های غرب آسیا را با مهرام تجربه کرد و در انتهای سال ۲۰۰۸ به صباباتری پیوست و یک قهرمانی باشگاه‌های آسیا را با این تیم کسب کرد. در ۲۲ اوت ۲۰۰۸ با قراردادی یک ساله به تیم شوله پیوست و با فسخ قرارداد خود در ۲۱ اکتبر ۲۰۰۸ با بیرنایس قراردادی یک ساله به امضاء رساند و بازی‌های قابل توجهی را در لیگ فرانسه به نمایش گذاشت.
صمد سال بعد با قرادادی سه ساله به ایران بازگشت و در دو سال پیاپی ۲۰۰۹ و ۲۰۱۳ با مهرام به دو قهرمانی باشگاه‌های آسیا، سه قهرمانی بازی‌های غرب آسیا و چهار قهرمانی لیگ برتر ایران دست یافت و از ستاره‌های این تیم در این تورنمنت‌ها بود. او بعد از قهرمانی همراه تیم ملی در جام ملت‌های آسیا ۲۰۱۳ پیشنهاد تیم فوجیان چین را قبول کرد. هرچند تیم فوجیان به مرحله پلی آف لیگ چین صعود نکرد اما صمد نیکخواه بهرامی چندین بار در لیست بازیکنان برتر هفته قرار گرفت و همچنین در یکی از طولانی‌ترین بازی‌های تاریخ بسکتبال بیش از یک ساعت در زمین حضور داشت. نیکخواه بهرامی بعد از حضور در فوجیان بار دیگر در سال ۲۰۱۵ به تیم پتروشیمی بندر امام پیوست. وی در لیگ تابستانی ان بی ای تیم دالاس ماوریکس قهرمان ۲۰۱۱ اتحادیه ملی بسکتبال را همراهی کرد و پس از آن این بازیکن ارزنده به پتروشیمی بندر امام پیوست و یک فصل را در آنجا سپری کرد پس از آن بار دیگر اما این بار با تیم بسکتبال ژجیانگ به لیگ چین پیوست و پس از حذف این تیم در مرحله پلی آف به ایران بازگشت و هم‌اکنون در تیم مهرام تهران بازی می‌کند.

## افتخارات

### ملی
- قهرمانی آسیا
  - قهرمان ۲۰۰۷
  - قهرمان ۲۰۰۹
  - قهرمان ۲۰۱۳
  - مدال برنز ۲۰۱۵
- بازیهای آسیایی
  - مدال برنز ۲۰۰۶-دوحه
  - مدال برنز ۲۰۱۰-گوانگژو
  - مدال نقره ۲۰۱۴-اینچئون
- بازی‌های المپیک
  - حضور در المپیک پکن ۲۰۰۸
  - حضور در المپیک توکیو ۲۰۲۰

او پرچمدار ایران در المپیک ۲۰۲۰ توکیو بود

### باشگاهی
- قهرمانی آسیا
  - (صنام)
  - (مهرام)
  - (مهرام)
  - ماهان)
- ایران
  - (صنام)
  - (مهرام)
  - (مهرام)
  - (مهرام)
  - (مهرام)